# Årets Fund
Årets Fund i dansk idræt er Danmarks ældste idrætspris – fra starten i 1929 blev det uddelt af Ugeavisen Idrætsbladet og da bladet lukkede i halvtredserne overtog udgiveren Politiken prisuddelingen. Uddelingen af prisen stoppede i 1960 men blev i 1971 genoptaget i samarbejde med Danmarks Idræts-Forbund og siden hen Team Danmark.

## Modtagere af prisen
| År   | Modtager               | Sportsgren          |
| ---- | ---------------------- | ------------------- |
| 1929 | Willy Rasmussen        | Atletik             |
| 1930 | Henry Nielsen          | Atletik             |
| 1931 | Ingrid Larsen          | Svømning (Udspring) |
| 1932 | Børge Jensen           | Brydning            |
| 1933 | Werner Grundahl        | Cykelsport          |
| 1934 | Oluf Skjelmose         | Fodbold             |
| 1935 | Ragnhild Hveger        | Svømning            |
| 1936 | Inge Sørensen          | Svømning            |
| 1937 | Alex Friedmann         | Fodbold             |
| 1938 | Holger Hansen          | Atletik             |
| 1939 | Rudolf Rasmussen       | Cykelsport          |
| 1940 | Otto Bresling Pedersen | Fodbold             |
| 1941 | Niels Holst-Sørensen   | Atletik             |
| 1942 | Aksel Petersen         | Atletik             |
| 1943 | Kaj Christiansen       | Fodbold             |
| 1944 | Kristian Kjær          | Atletik             |
| 1945 | Ib Vagn Hansen         | Cykelsport          |
| 1946 | Svend Wad              | Boksning            |
| 1947 | Svend Aage Sørensen    | Boksning            |
| 1948 | Jytte Hansen           | Svømning            |
| 1949 | Leo Cortsen            | Brydning            |
| 1950 | Anni Rytter            | Atletik             |
| 1951 | Jens Andersen          | Boksning            |
| 1952 | Eluf Dalgaard          | Cykelsport          |
| 1953 | Bent Sørensen          | Fodbold             |
| 1954 | Børge Bastholm Larsen  | Fodbold             |
| 1955 | Ove Andersen           | Fodbold             |
| 1956 | Palle Lykke Jensen     | Cykelsport          |
| 1957 | Bent Mortensen         | Håndbold            |
| 1958 | Ole Madsen             | Fodbold             |
| 1959 | Harald Nielsen         | Fodbold             |
| 1960 | Erik Hansen            | Kajak               |
| 1971 | Anne Berglund          | Badminton           |
| 1972 | Søren Steffensen       | Golf                |
| 1973 | Kjeld Rasmussen        | Skydning            |
| 1974 | Birgitte Lund          | Bowling             |
| 1975 | Jens Smedegaard Hansen | Atletik             |
| 1976 | Tonny Jensen           | Ridning             |
| 1977 | Lasse Hjortnæs         | Sejlsport           |
| 1978 | Morten Frost           | Badminton           |
| 1979 | Carl Adler Østergaard  | Boksning            |
| 1980 | Bjarne Kragh           | Svømning            |
| 1981 | Erik Groth-Andersen    | Golf                |

| År   | Modtager                                                                                  | Sportsgren       |
| ---- | ----------------------------------------------------------------------------------------- | ---------------- |
| 1982 | Kim Eriksen                                                                               | Cykelsport       |
| 1983 | Søren Lilholt                                                                             | Cykelsport       |
| 1984 | Henrik Mortensen                                                                          | Fodbold          |
| 1985 | Benny Nielsen                                                                             | Svømning         |
| 1986 | Stig Westergaard                                                                          | Sejlsport        |
| 1987 | Kvindeungdomslandsholdet                                                                  | Håndbold         |
| 1988 | Mette Jacobsen                                                                            | Svømning         |
| 1989 | Berit Puggaard                                                                            | Svømning         |
| 1990 | Stig Jepsen                                                                               | Kano             |
| 1991 | Dorte O. Jensen                                                                           | Sejlsport        |
| 1992 | Kenneth Carlsen                                                                           | Tennis           |
| 1993 | Morten Backhausen                                                                         | Golf             |
| 1994 | Kristine Roug                                                                             | Sejlsport        |
| 1995 | Mikkel Beck                                                                               | Fodbold          |
| 1996 | Herreungdomslandsholdet                                                                   | Håndbold         |
| 1997 | Peter Rasmussen                                                                           | Badminton        |
| 1998 | Louise Ørnstedt                                                                           | Svømning         |
| 1999 | Kristian Pless                                                                            | Tennis           |
| 2000 | Rasmus Henning                                                                            | Triatlon         |
| 2001 | Christian Poulsen                                                                         | Fodbold          |
| 2002 | Mads Rasmussen Rasmus Quist Hansen                                                        | Roning           |
| 2003 | Jonas Høgh-Christensen                                                                    | Sejlsport        |
| 2004 | Caroline Wozniacki                                                                        | Tennis           |
| 2005 | Daniel Agger                                                                              | Fodbold          |
| 2006 | Nicklas Bendtner                                                                          | Fodbold          |
| 2007 | 4.000-meter-holdet (Alex Rasmussen, Michael Mørkøv, Casper Jørgensen og Jens-Erik Madsen) | Banecykling      |
| 2008 | Morten Jørgensen                                                                          | Roning           |
| 2009 | Rikke Møller Pedersen                                                                     | Svømning         |
| 2010 | Viktor Axelsen                                                                            | Badminton        |
| 2011 | Mie Ø. Nielsen                                                                            | Svømning         |
| 2012 | Thorbjørn Olesen                                                                          | Golf             |
| 2013 | Emma Aastrand Jørgensen                                                                   | Kajak            |
| 2014 | Ida Marie Baad og Marie Thusgaard                                                         | Sejlsport        |
| 2015 | Simone Tetsche Christensen                                                                | BMX              |
| 2016 | Kasper Dolberg                                                                            | Fodbold          |
| 2017 | Mikkel Bjerg                                                                              | Landevejscykling |
| 2018 | Nicolai Højgaard                                                                          | Golf             |
| 2019 | Holger Rune                                                                               | Tennis           |
| 2021 | Mathias Gidsel                                                                            | Håndbold         |
| 2022 | Malene Kejlstrup Sørensen                                                                 | BMX              |
| 2023 | Simon Pytlick                                                                             | Håndbold         |
| 2024 | Thomas Arnoldsen                                                                          | Håndbold         |